# Polish National Sales Awards
Polish National Sales Awards (PNSA) – ogólnopolski konkurs branżowy, który od 2009 roku promuje etyczne standardy, profesjonalizm i najlepsze praktyki w sprzedaży oraz obsłudze klienta. Konkurs obejmuje wiele branż – od handlu i finansów po takie kanały sprzedaży, takie jak telesprzedaż i e-commerce.

## Historia
Konkurs został zainicjowany przez Elżbietę Pełkę – członkinię Zarządu British Polish Chamber of Commerce, założycielkę i prezeskę agencji marketingowej Pełka i Partnerzy, Fellow of Chartered Institute of Marketing i Royal Society of Arts oraz prof. Chahida E. Fouraliego – FRSA, FCIM, Guildhall School of Business and Law, London Metropolitan University.
PNSA zostało stworzone, aby wyposażyć polskich sprzedawców w umiejętności sprzedażowe, wdrożyć ponadbranżowe standardy sprzedaży w Polsce i w konsekwencji budować pozytywny wizerunek zawodu sprzedawcy. Projekt był tworzony przy współpracy z brytyjskimi i polskimi ekspertami z obszaru sprzedaży oraz firmą doradczą PwC. Od 2015 roku audyt metodologiczny oraz weryfikację procesu oceny przeprowadza firma Kearney.

## Cel i misja
Organizacja koncentruje się na budowaniu profesjonalnego i etycznego wizerunku pracowników sprzedaży, promowaniu dobrych praktyk oraz wspieraniu rozwoju kompetencji zawodowych wśród specjalistów i menedżerów. Jej celem jest eliminowanie stereotypów dotyczących nadużyć w sprzedaży.
Jednym z założeń PNSA jest inspirowanie środowiska sprzedażowego do stałego doskonalenia wyników oraz podnoszenia jakości obsługi klienta. Konkurs pełni funkcję platformy wyróżniania najlepszych praktyk, a także podnoszenia standardów kultury biznesowej poprzez popularyzację zasad etycznych i odpowiedzialności zawodowej. Cele te są bezpośrednio powiązane z ustalonymi standardami najlepszych praktyk, które opierają się na zasadach etycznych i odpowiedzialności zawodowej. To z kolei pomaga rozwijać solidną kulturę, która umożliwia sukces biznesowy.
PNSA tworzy również przestrzeń dialogu i benchmarkingu, umożliwiając wymianę doświadczeń oraz integrację środowiska sprzedażowego. Celem inicjatywy jest zwiększenie rozpoznawalności i prestiżu zawodu sprzedawcy wśród kultur korporacyjnych, społeczności zawodowej i całego społeczeństwa. Model PNSA umożliwia perspektywę win-win-win, która pomaga w rozwoju profesjonalnego sprzedawcy, sukcesie firm uczestniczących i polskiej gospodarki.

## Struktura
PNSA składa się z czterech filarów instytucjonalnych:
- Zarząd, w którego skład wchodzą Elżbieta Pełka i prof. Chahid Fourali[4].
- Kapituła Nagrody, złożona z profesorów, menedżerów i liderów opinii (m.in. prof. Andrzej Blikle, prof. Lechosław Garbarski, Józef Wancer).
- Kapituła Sędziowska, odpowiedzialna za dobór, szkolenie i nadzór nad sędziami konkursu – niezależna i pełniąca funkcję strażnika metodologii oraz Komisja Sędziowska, obejmująca ponad 50 doświadczonych ekspertów branżowych, oceniających kandydatów w poszczególnych kategoriach na podstawie wypracowanej metodyki i kryteriów.
- Komisja Sędziowska, składająca się z ponad 50 certyfikowanych w procesie PNSA wybitnych ekspertów, reprezentujących świat szeroko rozumianego biznesu.

## Kategorie konkursowe

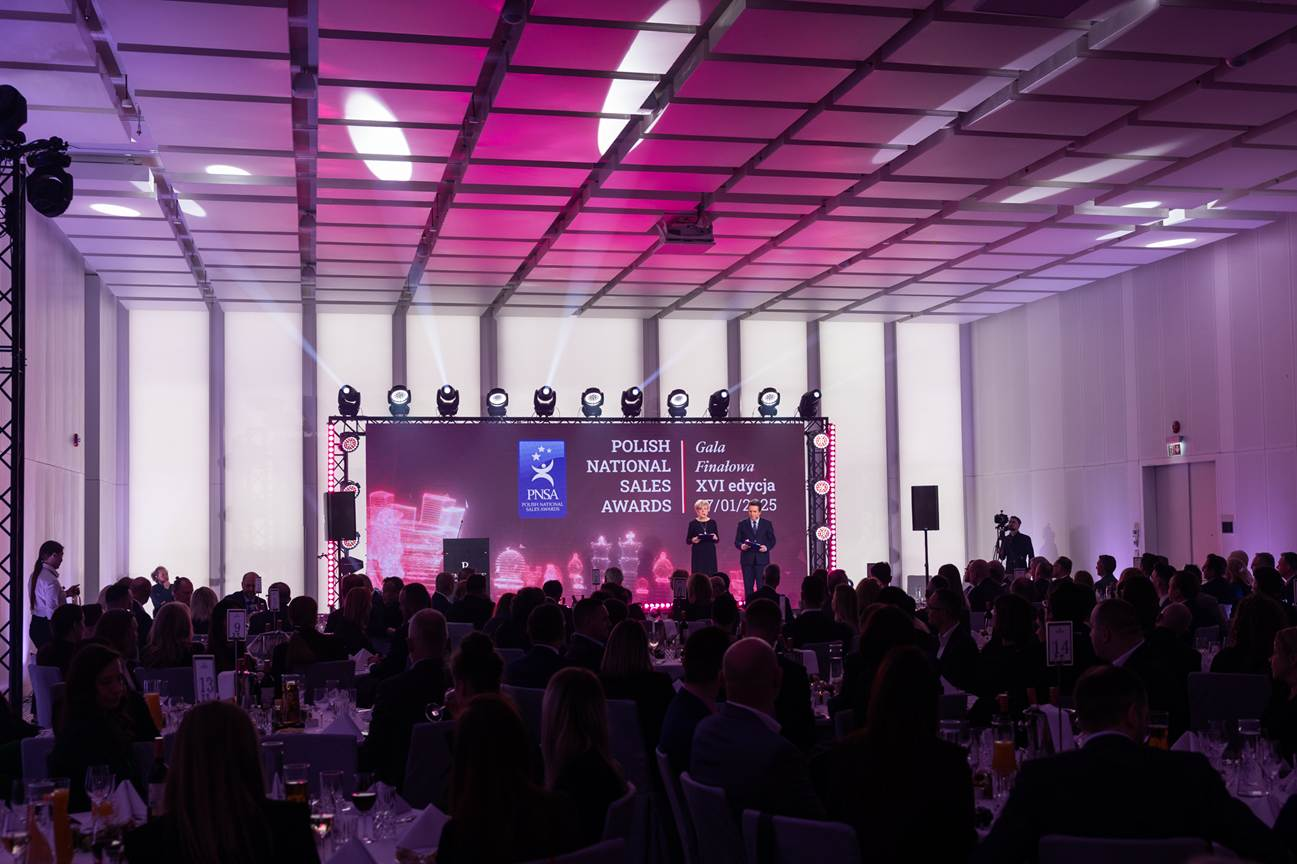
Gala finałowa XVI edycji PNSA

Konkurs obejmuje szereg kategorii zawodowych, dostosowanych do zmian na rynku. Lista kategorii (2025):
- Sprzedawca w punkcie sprzedaży
- Przedstawiciel handlowy
- Telesprzedaż
- Menedżer sprzedaży
- Dyrektor sprzedaży
- Zespół sprzedaży
- Trener sprzedaży
- Innowacje w dziedzinie sprzedaży
- Menedżer e-commerce i sprzedaży digital
- Menedżer ds. obsługi klienta
- Zespół obsługi klienta
- Innowator technologiczny w Customer Experience / Sales
- Customer Experience Sales Support / Data and Analysis Support
- Doradca klienta w banku
- Menedżer zespołu sprzedaży w banku
- Dyrektor sprzedaży w banku

Kategorie są aktualizowane zgodnie z trendami rynkowymi i rosnącym znaczeniem customer experience, digitalizacji i technologii oraz obsługi klienta, ściśle powiązanej ze sprzedażą.

## Proces oceny
Proces oceny w PNSA jest wieloetapowy i obejmuje:
1. Rejestrację i zgłoszenie kandydatury (indywidualnej lub firmowej)
2. Weryfikację formalną przeprowadzoną przez audytora – firmę Kearney
3. Ocenę sędziowską na podstawie kryteriów etycznych, jakościowych i ilościowych, zdefiniowanych w regulaminie PNSA[8] (Etap I)
4. Rozmowy F2F (online) z wyłonionymi w pierwszym etapie finalistami wraz z analizą case studies
5. Galę finałową z ogłoszeniem laureatów
6. Opracowanie i przedstawienie wszystkim uczestnikom danej edycji pisemnej, konsultingowej informacji zwrotnej niezależnie od wyniku

## Laureaci i wyróżnieni
PNSA wyróżnia osoby, które łączą efektywność sprzedażową z wysokimi standardami etycznymi i przyczyniają się do rozwoju kultury sprzedaży w swoich organizacjach. Przyznawane są również nagrody specjalne w kategorii Supersprzedawcy oraz nagrody Prezesa PNSA:

### Nagroda Supersprzedawcy przyznawana jest w danej edycji dla osoby o wyjątkowych osiągnięciach sprzedażowych.
| EDYCJA | LAUREAT                                | WYRÓŻNIENI                                                                 |
| XVI    | Hanna Węglińska (Bank Millennium)      | Joanna Przyborowska (Orange Polska), Dominika Skłodowska (Bank Millennium) |
| XV     | Łukasz Jalinnik (Bank Millennium)      | Tomasz Staszczuk (OEX Cursor S.A.)                                         |
| XIV    | Kamila Radziwanowska (Orange Polska)   | Michał Kamiński (Bank Pekao S.A.)                                          |
| XIII   | Albert Pałyga (Bank Millennium)        | –                                                                          |
| XII    | Aneta Patyk (Kompania Piwowarska S.A.) | Szymon Marchewa (Bank Millennium)                                          |

### Nagroda Prezesa PNSA – wyróżnienie specjalne za szczególny wkład w rozwój idei i wartości PNSA.

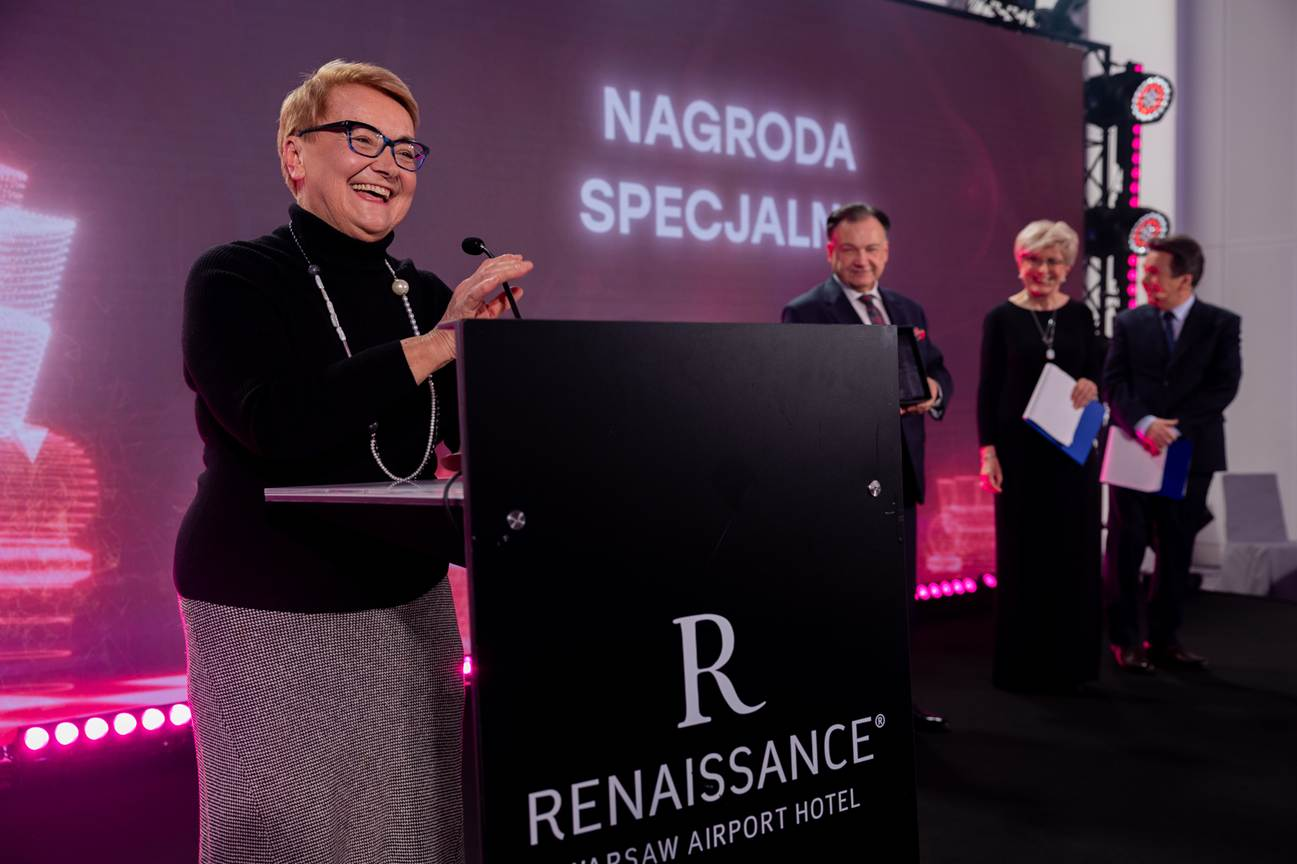
Nagroda Specjalna Prezesa PNSA – XVI edycja

| EDYCJA | LAUREACI |
| XVI    | dr Henryka Bochniarz, prof. Chahid Fourali |
| XV     | prof. dr hab. Grzegorz Karasiewicz |
| XIV    | Renata Batkiewicz, Agnieszka Polska-Kamieńska, Jarosław Helman, dr Krzysztof Klimczak, Jakub Lewandowski, dr Grzegorz Sobiecki, Michał Spoczyński, Jarosław Witwicki (przedstawiciele Kapituły Sędziowskiej PNSA) |
| XIII   | Adam Struzik (Marszałek województwa mazowieckiego) |
| XII    | Brian Tracy (autor książek i mówca) |

## Inicjatywy towarzyszące
Od 2022 roku w ramach działań Polish National Sales Awards organizowane jest Polish National Sales Forum – konferencja skierowana do specjalistów i menedżerów z sektora sprzedaży oraz obsługi klienta. Forum stanowi platformę wymiany wiedzy, doświadczeń i najlepszych praktyk w obszarze zarządzania sprzedażą i obsługą klienta w Polsce.
Pierwsza edycja wydarzenia odbyła się w 2022 roku. Wśród prelegentów znaleźli się m.in. Stuart Lotherington, brytyjski ekspert w dziedzinie sprzedaży i przywództwa, oraz generał Roman Polko, były dowódca jednostki specjalnej GROM, który wystąpił z prelekcją na temat przywództwa i budowania zespołów.
PNSA prowadzi również działalność szkoleniową w ramach inicjatywy Polish National Sales Academy. Akademia organizuje specjalistyczne szkolenia i warsztaty skierowane do finalistów konkursu, a także świadczy usługi komercyjne w zakresie rozwoju kompetencji sprzedażowych i obsługi klienta.